# Service public des phares et balises

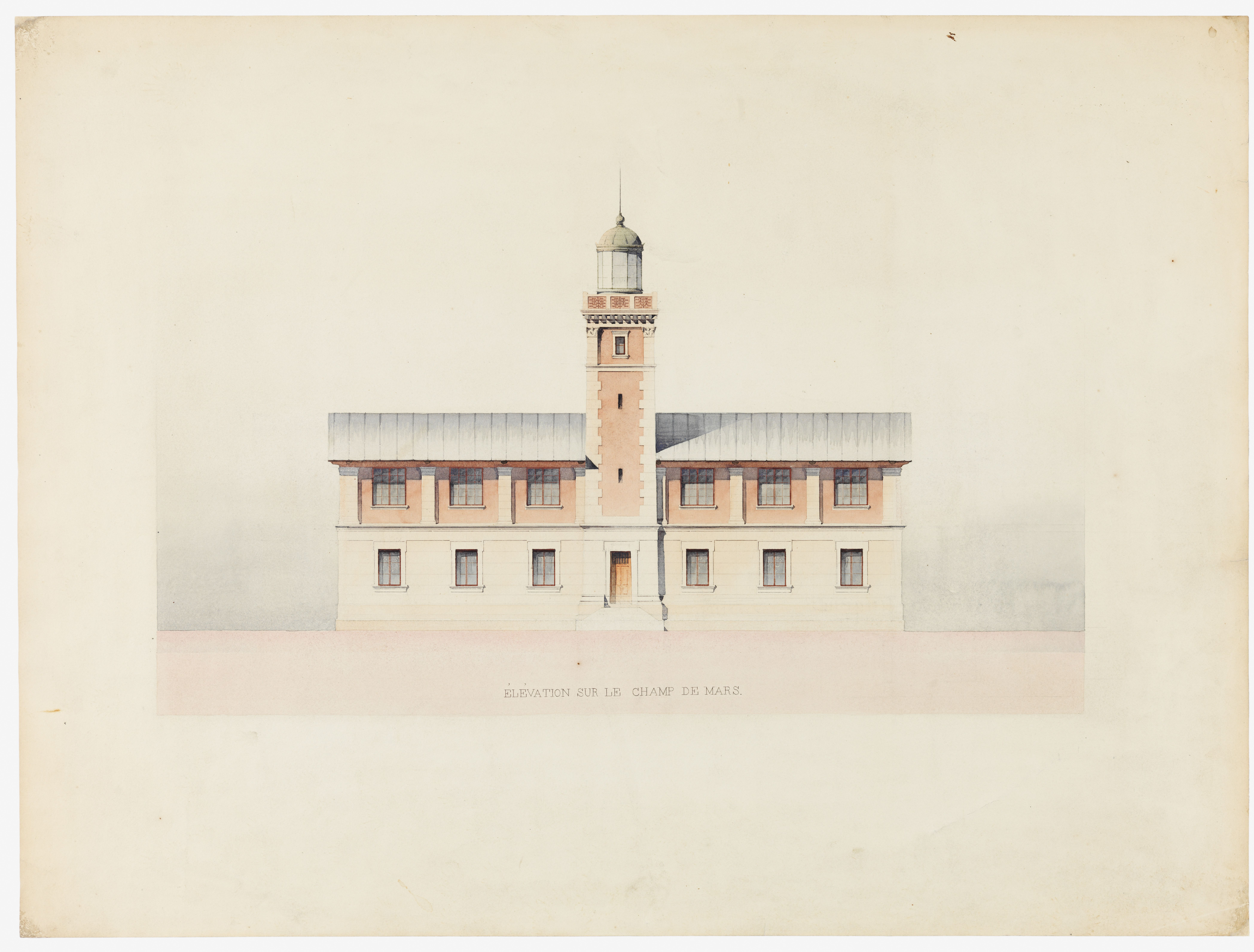
Le bâtiment du Dépôt des phares et balises, façade sur le Champ de Mars (XIXe siècle).

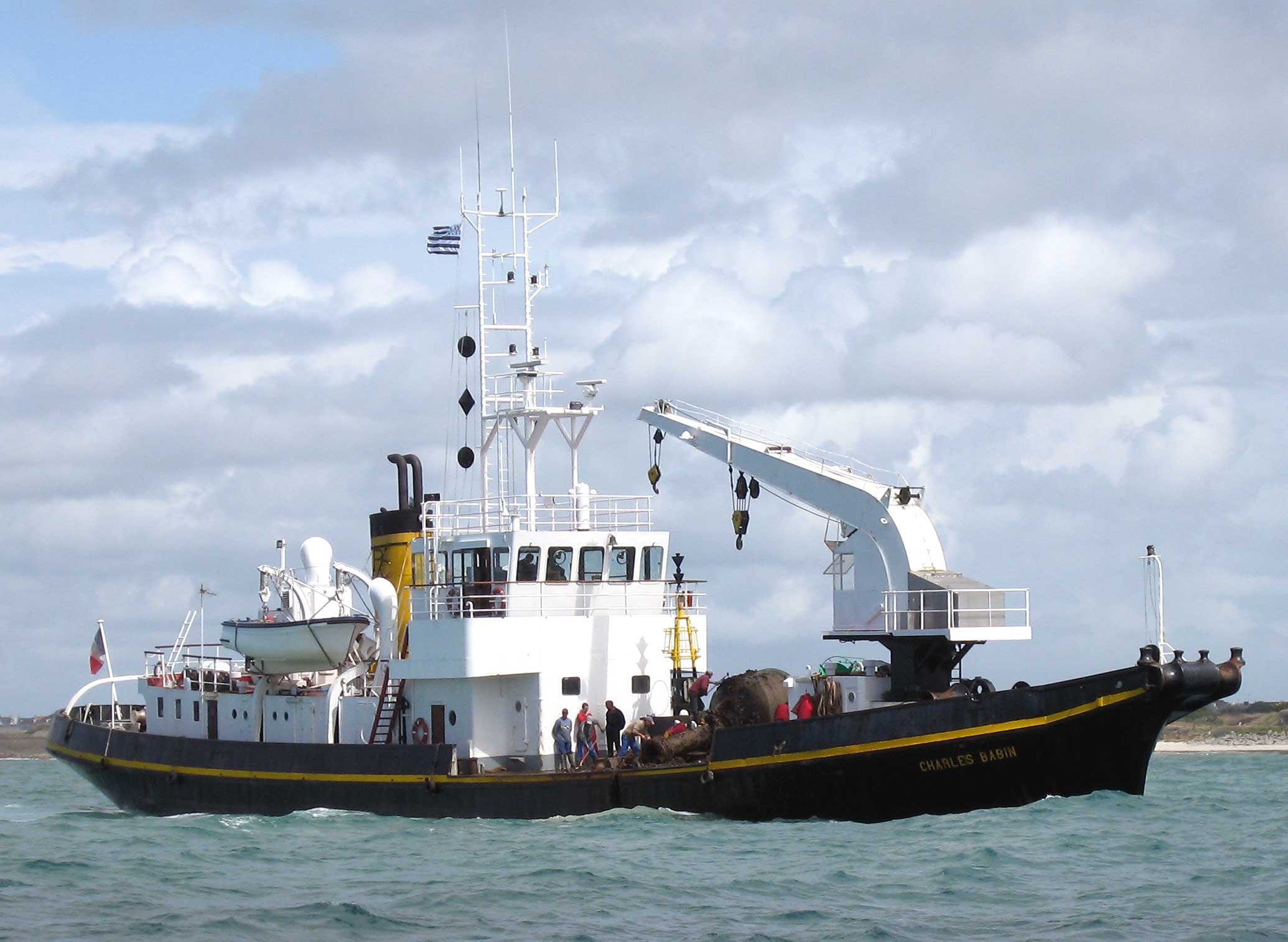
Baliseur océanique Charles Babin : l'ancienne génération.

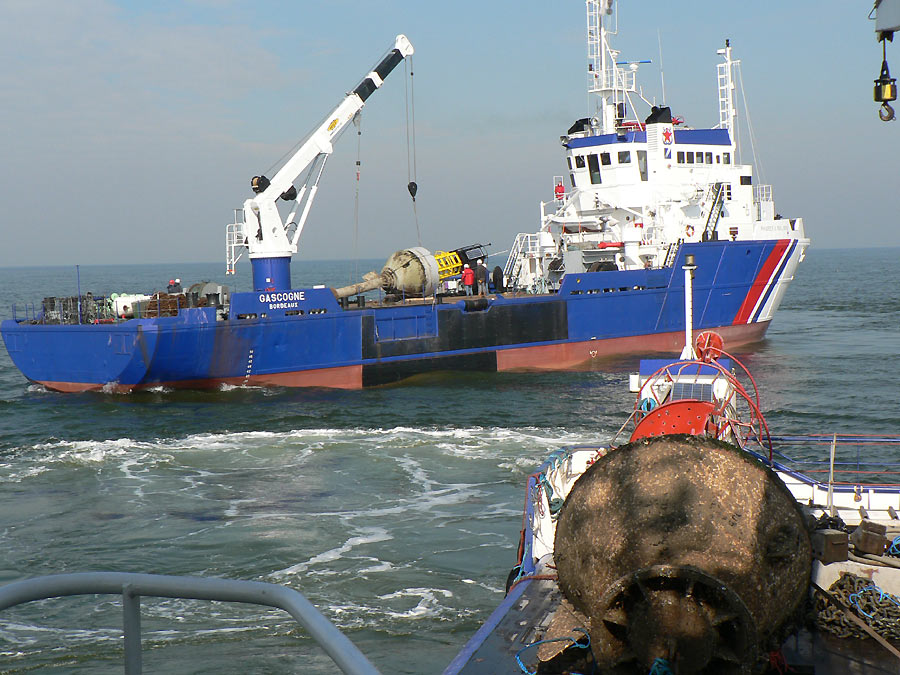
Le baliseur océanique Gascogne.

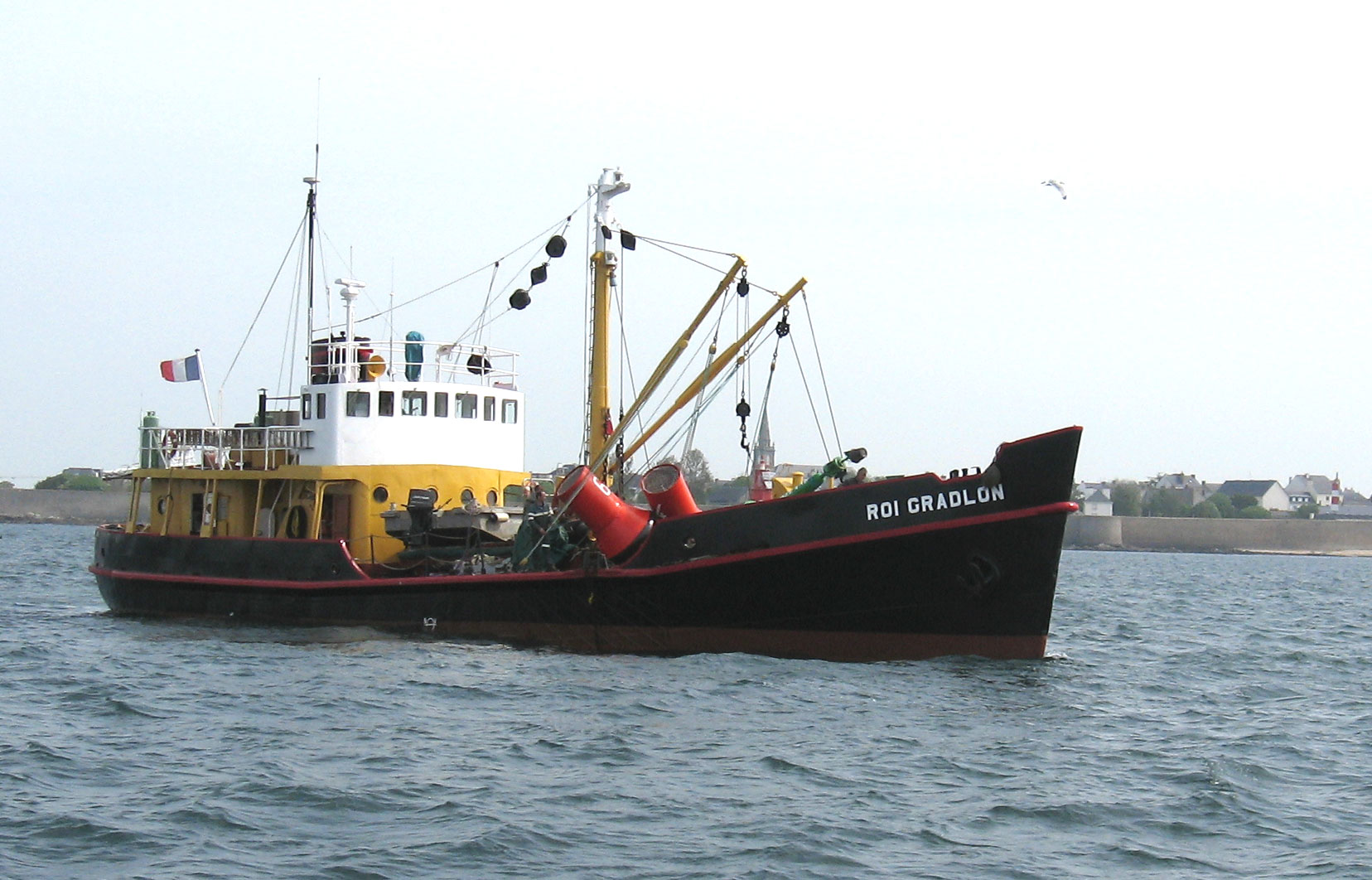
Le vieux baliseur côtier Roi Gradlon en action dans la baie de Lorient.

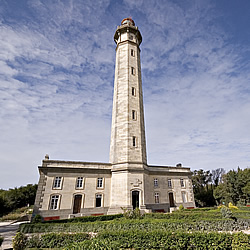
Phare des Baleines sur l'île de Ré.

Créé en 1806 en France, le Service des phares et balises est un service de l'Etat chargé d'entretenir les dispositifs d'aide à la navigation mis en place le long des côtes de France et d'Outre-mer pour signaler les dangers (écueils, hauts fonds) et baliser les routes maritimes et les chenaux d'accès aux ports.  
À la suite de la création de l'armement des phares et balises (APB) en 2006, des directions interrégionales de la mer (DIRM) en 2010 et de la direction générale des affaires maritimes, de la pêche et de l'aquaculture (DGAMPA) en 2022, il relève désormais de la DGAMPA, et réparti entre les services des phares et balises des DIRM et l'APB, service à compétence nationale. 

## Histoire
Durant l'Ancien Régime, les feux et le balisage des côtes françaises sont gérés par divers organismes privés ou public, ce qui pose des problèmes en temps de guerre, l'État ne pouvant dépendre d'initiatives locales pour l'allumage ou l'extinction de ces feux. 
La Révolution française crée en 1791 un service unique de signalisation maritime nationale et vote le 15 septembre 1792 une loi qui confie la surveillance des phares, amers, tonnes et balises au ministère de la Marine et l'exécution des travaux, au ministère de l'Intérieur. 
Devant l'accroissement du trafic maritime, Napoléon Ier souhaite un programme de balisage des côtes françaises et un service de surveillance performants. Il crée à cette fin le 7 mars 1806 par décret le Service des phares et balises, cette nouvelle administration étant rattachée à l'École nationale des ponts et chaussées dépendant du ministère de l'Intérieur. Le premier directeur nommé est Augustin Fresnel qui inventera le système lenticulaire pour les phares. Dès 1811, l'action de ce service est pilotée par la Commission des phares.
De 1846 à 1878, Léonce Reynaud est le directeur du service.
En 1869, un dépôt du Service des phares, surmonté d'une lanterne, est construit avenue Albert-de-Mun à Paris. Sa position en hauteur sur la colline de Chaillot, avec vue sur le Champ-de-Mars (désert la nuit et non éclairé), permettait à ses ingénieurs d'effectuer des expériences de signalisation (portée et visibilité), afin de concevoir les équipements des phares du littoral français. Des points de vue encore plus éloignés étaient aussi utilisés (gare chemins de fer de l'Ouest, fort d'Ivry ou encore hauteurs de Bellevue, à Meudon). Une clause prévoyait de maintenir une vue dégagée entre le bâtiment et le Champ-de-Mars, violée en 1887 avec la construction de la tour Eiffel ; néanmoins, on utilisa cette dernière pour des expériences d'éclairage, en tendant des toiles blanches, la nuit, sur la Dame de fer. Le dépôt du Trocadéro servait également d'atelier de réception, d'assemblage et de maintenance. De l'autre côté de la Seine se trouvaient deux usines de fabrication de matériel lié aux phares, 17-23 rue Desnouettes et 26 avenue de Suffren. Les liens étroits qui existaient entre ces activités de recherche et de fabrication sur des sites proches permirent à la France d'occuper dans le monde une position prédominante en ce qui concerne la fabrication des phares, et ce pendant de nombreuses années. Jusqu'en 1950, le dépôt du Trocadéro accueillait aussi un musée. Il est détruit en 1992,.

## Compétences et missions
En 2018, les dispositifs d'aide à la navigation entretenus par le service public des phares et balises comprennent environ :
- 8 000 aides à la navigation maritime (ANM) répartis entre établissements de signalisation maritime (ESM) et aides à la navigation de complément (ANC) qui se décomposent en :
  - 135 phares, et environ 200 édifices considérés comme phares, feux remarquable ou maison-feux
  - 3 500 marques lumineuses,
  - 4 500 marques passives ;
  - 800 ANM télésurveillées
- 2 systèmes de radionavigation : les stations terrestres DGPS françaises augmentées par le système d'augmentation satellitaire EGNOS (complément du GPS), et une vingtaine de balises Racon.

Les missions suivantes entrent également dans le périmètre du service public des phares et balises :
- la coordination avec les États étrangers et les organisations internationales (Organisation maritime internationale, OMI, Association internationale pour la signalisation maritime AISM[7]) pour les questions relevant de la signalisation maritime ;
- la gestion du matériel Polmar-terre (lutte contre la pollution maritime à terre).

## Organisation du service
Le service public des phares et balises relève par façades maritimes des directions interrégionales de la mer, services déconcentrés du ministère chargé de la Mer, et de l'armement des phares et balises. Il dépend au niveau central de la direction générale des affaires maritimes, de la pêche et de l'aquaculture, du ministère chargé de la mer. Les activités opérationnelles du service public des phares et balises sont réparties dans 30 centres (24 en métropole et 6 en outre-mer), implantés sur chaque façade maritime. Six centres (Dunkerque, Le Havre, Brest, Saint-Nazaire, Le Verdon-sur-Mer et Marseille) ont une importance particulière, celui de Brest présentant la particularité de regrouper 20 % du parc d'ANM. Autrefois départementale, l'organisation actuelle répond à une logique de coordination par façade maritimepour les services à terre, et nationale pour la flotte de balisage. Le siège de l'armement des phares et balises est situé à Quimper. 
Le personnel des phares et balises (environ 400 personnes dans les services des DIRM et 250 pour l'armement des phares et balises en 2020) comprend entre autres des ouvriers chargés d'effectuer les réparations, des marins chargés de conduire les baliseurs et les navires de travaux, et des contrôleurs des travaux publics de l'État spécialisés dans le domaine des phares et balises.
Le service public des phares et balises partage avec d'autres services un centre de recherche spécialisé comptant environ 270 personnes, le Centre d'études et d’expertise sur les risques, l’environnement, la mobilité et l’aménagement (CEREMA, ex-CETMEF), qui met au point les dernières évolutions du matériel de signalisation et fournit une assistance à la maîtrise d'ouvrage pour la DGAMPA. Celui-ci a succédé au Service technique des phares et balises (STPB), devenu Service technique de la navigation maritime et des transmissions de l'équipement (STNMTE), par fusion avec le Service central technique des ports maritimes et voies navigables (SCTPMVN).

## Développements récents

### Renouvellement de la flotte
La flottille des baliseurs et des embarcations de servitude a été partiellement renouvelée entre 1998 et 2005. Ont été mis en service :
- 5 nouveaux baliseurs océaniques,
- 1 baliseur côtier,
- 12 navires de travaux

Elle fait également l'objet d'un plan de modernisation depuis 2020 pour réduire la flotte de 36 à 28 navires avec la construction de 9 unités neuves entre 2022 et 2025, dont un baliseur océanique à empreinte environnementale réduite.

### Déploiement de dispositifs standardisés et plus légers

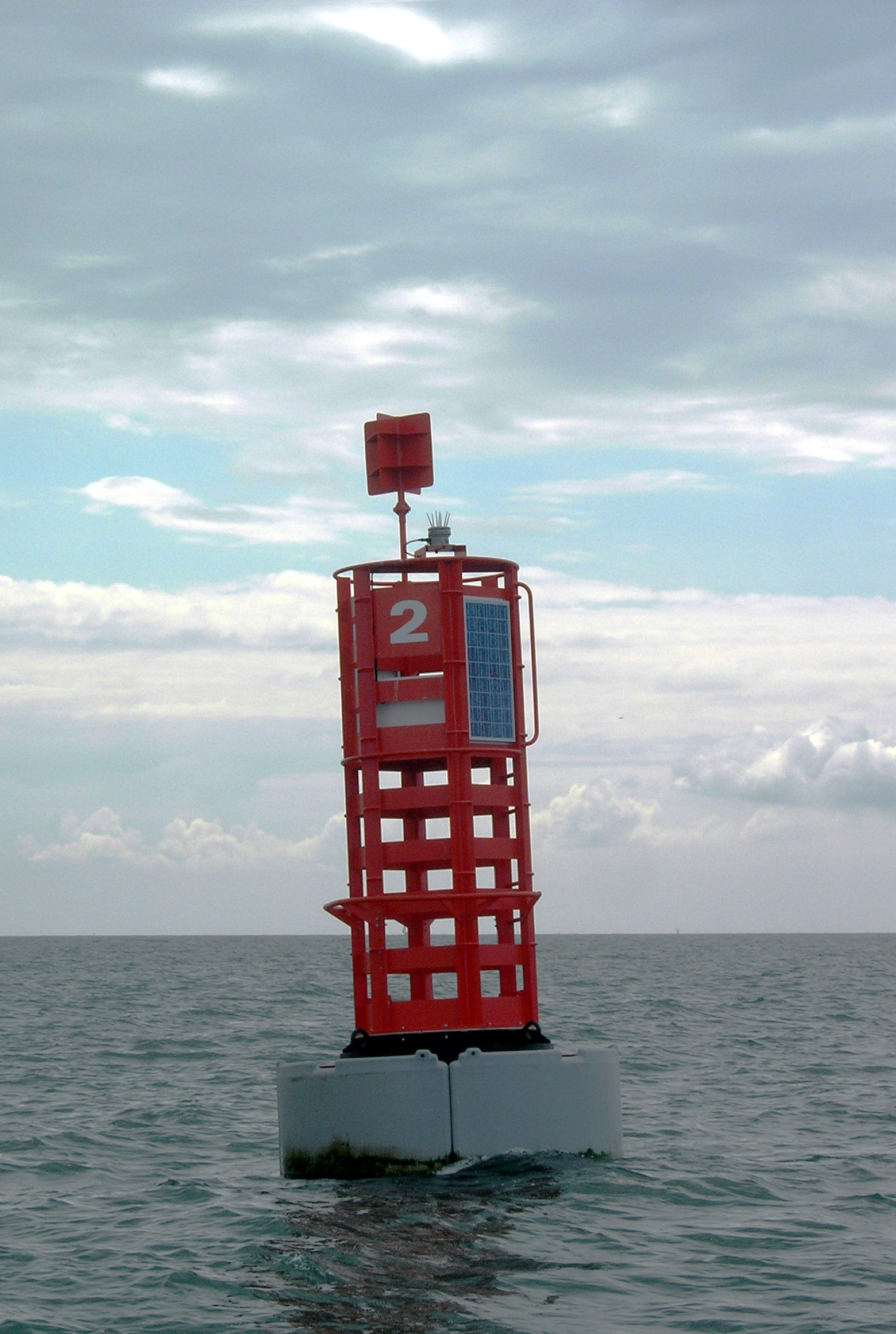
Exemple de bouée modulaire, bouée de chenal de la Loire.

Un type de bouée plus légère et modulaire, intégrant mieux les dispositifs ajoutés récemment comme les panneaux solaires est déployé depuis les années 2010 dans les services des phares et balises. Ce matériel permet de réduire les coûts d'entretien et participe aux efforts de standardisation des aides à la navigation maritime. Les aides actives ont été équipées pour la plupart (à l'exception des phares les plus puissants) de sources lumineuses à DEL et de nouvelles techniques de génie civil (béton projeté) permettent de faciliter l'entretien du parc d'ANM.

### Automatisation des phares
Le programme d'automatisation des phares, entamé dans les années 1970, et qui a connu son intensité principale dans les années 1980 et 1990, s'est achevé le premier septembre 2019, avec la fin du gardiennage du phare du Cap Fréhel. Désormais la mise en route de tous les phares est automatique et leur surveillance (état des batteries, fonctionnement des dispositifs) est assurée à distance.

### Arrêt du LORAN C
Le LORAN C, rendu obsolète par le GPS, a été abandonné en 2005 par les principaux partenaires de la France au sein de la chaîne Europe du Nord (NELS). Les autorités françaises, pour des raisons dépassant le cadre des missions du service (équipement de la Marine nationale, indépendance nationale), ont décidé de maintenir les stations terrestres de LORAN C jusqu'en 2015. La France a finalement mis à l'arrêt ses deux antennes de Lessay et de Soustons le 31 décembre 2015, suivie par les autres pays au sein de la chaîne Europe du Nord.

### Système par satellite Galileo
Le système européen de positionnement par satellites Galileo, est désormais intégré aux systèmes de radionavigation d'aide à la navigation.

### Déploiement du système AIS
Le Service des phares et balises utilise le Système d'identification automatique (SIA) (en anglais : Automatic Identification System (AIS)) pour le balisage. L'AIS est un système de communication automatique par lequel des stations, mobiles ou fixes, utilisent des créneaux disponibles sur les très hautes fréquences de radio-communication maritimes (VHF, en anglais : Very High Frequency) pour échanger des informations dont le contenu et l’affichage sont formatés. Conçu initialement pour les échanges entre mobiles maritimes (navires), et aujourd'hui généralisé sur les navires de commerce, il permet d'identifier, de localiser et de connaître la route de chaque navire. Ce service est utilisé en premier lieu par les stations terrestres chargées de surveiller le trafic des routes commerciales fréquentées. Il permet également d'aider à prévenir les collisions, chaque navire disposant des informations précitées dans sa zone de navigation. Ses capacités d’exploitation se sont peu à peu étendues à d’autres domaines comme l’AIS de balisage. 
La Direction générale des Affaires Maritimes, de la pêche et de l'aquaculture est responsable de l’utilisation qui est fait de l’AIS de balisage et de son implémentation. L’agence nationale des fréquences (ANFR) se charge d’attribuer les numéros d’identification du service mobile maritime (MMSI). 
Il existe trois formes d’utilisations de l’AIS dans le cadre du balisage maritime : 
• AIS AtoN : L’AIS qui est destiné à compléter et à renforcer le service rendu par une aide à la navigation, ou qui est considéré comme une aide à la navigation à part entière (dans le cas de l’utilisation de l’AIS virtuel) est qualifié d’AIS AtoN. Il s’agit d’un message destiné aux usagers. 
• AIS de déradage : L’AIS qui est destiné à informer les usagers lorsque l’aide à la navigation qui le supporte a déradé est qualifié d’AIS de déradage. 
• AIS de supervision : L’AIS qui est destiné à un usage de contrôle à distance de l’aide qui le supporte est qualifié d’AIS de supervision. Ce message est alors destiné uniquement aux services des phares et balises. 
Initialement conçu comme système anticollision opérant à vue, la connaissance de la situation maritime se limitait alors à la proximité des côtes. L'essor des satellites de petite taille a permis la mise en orbite de constellations, ayant pour conséquence le recueil des messages AIS sans interruption et sans limite de distance depuis les côtes, qui a transformé l'AIS en système de surveillance à l'échelle mondiale de la navigation maritime, générant un vaste éventail d'usages et de malversations. 